# Максимов, Борис Константинович
Борис Константинович Максимов (19 декабря 1934 — 4 марта 2019) — советский и российский учёный, доктор технических наук, профессор.
Автор и соавтор более 280 опубликованных научных работ, в том числе 10 монографий, 11 учебников и учебных пособий; также является автором 14 патентов и авторских свидетельств на изобретения.

## Биография
Родился в 1934 году в Белгороде.
Среднюю школу окончил в городе Улан-Батор Монгольской Народной Республики. По окончании школы в 1953 году поступил в Московский энергетический институт на специальность «Электрические станции, сети и системы» Электроэнергетического факультета. Окончив институт в 1959 году, работал сменным энергетиком, начальником высоковольтного участка, заместителем начальника электроцеха и заместителем главного энергетика Подольского машиностроительного завода им. С. Орджоникидзе. В 1962 году, оставив производственную карьеру, поступил в аспирантуру МЭИ. После аспирантуры, с 1969 года, работал в институте инженером, старшим научным сотрудником, старшим преподавателем, доцентом, профессором кафедры «Техники и электрофизики высоких напряжений».
В 1983 году защитил докторскую диссертацию и с 1985 года имеет звание профессора. Работал в деканате ЭЭФ МЭИ: сначала был заместителем декана, а затем в 1982 году по конкурсу был избран деканом факультета. Руководил факультетом бессменно в течение семнадцати лет. В последние годы пребывания в должности декана, по совместительству работал заместителем заведующего кафедры «Релейной защиты и автоматизации энергосистем». После преобразования факультетов в институты, Максимов стал первым директором Института электроэнергетики, пробыв в этой должности до 2000, а до 2005 года работал заместителем директора. В последние годы работы в МЭИ занимается написанием учебников, пособий, монографий и статей.
В течение длительного времени Борис Константинович работал в составе экспертного совета ВАК СССР. Является действительным членом Международной энергетической академии, членом редколлегий журналов «Энергетик» и «Энергетика. Известия ВУЗов и энергообъединений СНГ», а также заместителем академика-секретаря отделения «Электроэнергетика» Академии электротехнических наук РФ.
Был советником директора Института электроэнергетики НИУ МЭИ.
Похоронен в Москве, на Введенском кладбище, участок № 7.

## Заслуги
- За большой трудовой вклад и плодотворную многолетнюю деятельность был удостоен в 2005 году премии МЭИ «Почет и признание».[5] Заслуженный профессор МЭИ.[6]
- Был награждён медалями «За трудовую доблесть» (1980), «Ветеран труда» (1985) и «В память 850-летия Москвы» (1997), а также двумя медалями ВДНХ СССР (1985, 1987).
- Награждён почетными знаками «Изобретатель СССР» (1984), «Отличник энергетики и электрификации СССР» (1975), «За отличные успехи в работе. Высшая школа» (1984), «40 лет ЕЭС России» (1997), «Заслуженный работник ЕЭС России» (1997), «Почетный энергетик» (2003), «Почетный знак МЭИ» (серебряный 2003, золотой 2004) и ведомственной медалью «За заслуги в энергетике» (2004).
- Был удостоен от Академии электротехнических наук медалей «За заслуги в электротехнике» (2003) и имени П. Н. Яблочкова (2013).
- В 2014 году Министерство образования и науки РФ наградило медалью и присвоило Б. К. Максимову звание «Почетный работник высшего профессионального образования».
- Заслуженный деятель науки РФ (2000).